# Evropská silnice E461
Evropská silnice E461 je mezinárodní silniční trasa třídy B, propojující Česko a Rakousko. Vede od křižovatky s E442 u Svitav přes Brno a Mikulov do Vídně. Je vedena zčásti po dálnicích, ale značným dílem dosud jen po dvouproudé silnici. Výstavba dálnice nebo rychlostní komunikace v celé trase je plánována, v nevyhovujícím úseku Brno–Svitavy by trasa měla v budoucnu vést po nové silnici I/73. 

## Trasa
- Česko
  -  Svitavy (E442) – Sebranice (I/19) – Kuřim –
  -     Brno (E50, E65, E462)
  -  – Modřice –
  -  Rajhrad – Pohořelice (I/53)
  -  – Mikulov (I/40)
  - hraniční přechod Mikulov/Drasenhofen
- Rakousko
  -   Drasenhofen (obchvat)
  -  – křiž. Poysbrunn/Herrnbaumgarten
  -  (Nordautobahn) – Großkrut – Wilfersdorf – Wolkersdorf –
  -   Vídeň (E49, E58, E59, E60)

## Starší označení
Ve starém systému evropských silnic byla většina trasy (Brno–Vídeň) úsekem silnice E7, páteřní evropské silnice spojující Řím, Vídeň a Varšavu.